# Acul-du-Nord
Acul-du-Nord (Haitianisch-Kreolisch Akil dinò) ist eine Gemeinde im Département Nord von Haiti.

## Geschichte
Die ersten Einwohner von Acul-du-Nord waren indigene Taino, die zu den Arawak-Völkern gehörten.
Im Dezember des Jahres 1492, am Tag des Heiligen Thomas, lief Christoph Kolumbus in eine Bucht im Norden der Insel Hispaniola ein, die er „Port Saint Thomas“ nannte und als ausgezeichneten natürlichen Hafen schätzte. Am 22. Dezember fand ein erstes Treffen zwischen Kolumbus und dem Häuptling der Taino statt. Die Bucht wurde von den Franzosen „Port Camp-Louise“ genannt, seit 1740 ist sie als „Baie de l’Acul“ bekannt. Der Begriff „Acul“ geht auf das französische Wort „accueil“ (deutsch: Empfang, Aufnahme) zurück.
Im August 1791 begannen die einheimischen Sklaven eine Revolte gegen die französischen Kolonialherren von Saint Domingue. Sie brannten die Gebäude der Siedler nieder und gaben damit ein Signal für den allgemeinen Aufstand im Norden der Kolonie. Gegen Ende des Jahres 1793 nahm Toussaint-Louverture den Ort für die Spanier in Besitz.
In den Jahren 1801 und 1802 spielte Acul-du-Nord in den Auseinandersetzungen, die der Unabhängigkeit Haitis vorausgingen, erneut eine Rolle, die jedoch keine besondere Prominenz brachte.

## Lage und Beschreibung
Das Zentrum der Gemeinde liegt rund 3 Kilometer südlich der Baie de l’Acul.
Neben dem Stadtzentrum Ville De L'Acul-du-Nord, dem Quartier Camp-Louise  und dem Quartier La Soufriere bestehen sechs Gemeindebezirke;
1. Camp-Louise mit Barre-de-Henne, Bazin, Bernaud, Bois Riou, Bord-de-Mer-de-Camp-Louise, Ca Georges, Chauvet, Fèvre, Lafond, Lan Raque, Picat und Saint-Michel,
2. Bas-De-L'acul (Basse-Plaine) mit Bambara, Barrière-Blanche, Beloten, Bord-de-Mer-de-Cagnette, Cagnette, Carrefour l'Acul, Carrefour Macati, Cercaville, Crocra, Descamps, Desmangles, Diében, Duparty, Duperier, Flaville, Grand-Fond, Gros-Trou, Joly, Lacoupe, La Jeunesse, La Plange, La Soudray, Marseille, Mathon, Moline, Nan Campèche und Pignate,
3. Mornet mit Beaujoin, Bocher, Brisson, Carrefour Déricourt, Charles, Château, Chiron, Chiront, Déricourt, Duty, Gabriel, Gaudin, Georges, Gerard, Grand-Rois, Grison-Garde, La Bruyère, La Ferme, Laverdure, Maurel, Nicolas, Papillon, Pompé, Printemps, Ranmis, Réo, Terre-Grasse, Tremesse und Villard,
4. Grand-Ravine mit Ballote, Duplessis, Fageol, La Combray, Lacossade, La Cossale, La Rose, Telson und Valet,
5. Coupe à David mit Boisseau-Mineur, Charlotin, Gilbert, Lacul-Jeannot, Laurent, Macary, Meroi, Philogene, Riche, Saballe und Trois-tête sowie
6. Soufrière mit Baugé, Boisseau, Cassi-Neuf, Catherine, Chaussé, Didier, Fond-Bele, Foucault, Janvier, La Pôte, Repou, Rojetin, Romain, Roumbe, Sully, Symphe und Trompette.

Die Route Nationale RN-1 verläuft rund 2 Kilometer nördlich des Zentrums durch die Gemeinde. Nach Cap-Haïtien im Osten sind es rund 20 Kilometer und nach Limbé im Westen rund 13 Kilometer.